# 维克多·劳雷特
维克多·克莱门特·乔治·菲利普·劳雷特（英語：Victor Clement Georges Philippe Loret，1859年9月1日—1946年2月3日）是一位法国埃及学家。

## 生平
维克多·劳雷特的父亲克莱门特·劳雷特是一位比利时裔管风琴演奏家和作曲家。他自1855年以来便一直居住在巴黎，他曾多次前往埃及，并于1898年出版了他的第一本书《法老时代的埃及》。
劳雷特在高等研究應用學院跟随加斯頓·馬伯樂学习。 1897年，他成为法国埃及文物局局长。1898年3月，他在帝王谷发现了阿蒙霍特普二世的陵墓KV35。阿蒙霍特普二世的木乃伊仍然位于他的石棺中，而坟墓还埋藏着其他几位重要的新王国时期法老，如图特摩斯四世、阿蒙霍特普三世和拉美西斯六世。这是因为第21王朝时期的阿蒙大祭司皮内杰姆（Pinedjem）将法老们的木乃伊储藏室放置在KV35，以保护它们免遭盗墓者的掠夺。
1920年，他考察了位于英国殖民地南羅德西亞的大津巴布韦，并认为法国艺术史学家阿勒弗莱德·福舍对当地的观点是正确的。然而，劳雷特的结论颇具争议，因为福舍认为大津巴布韦遗址和卡米遗址是由腓尼基人建造的，而不是由当地班圖人的祖先建造的。这些观点后来遭到英国考古学家格特鲁德·卡顿·汤普森的反驳。
劳雷特还发现了帝王谷中的KV32、KV33、KV36、KV38、KV40、KV41和KV42等一系列墓葬。不过对于他发现KV34的过程有所争议，一些埃及学家认为这一荣誉应当属于当地的一个工头。
1946年2月3日，劳雷特在法国里昂去世，享年86岁。他将小部分档案捐赠给了里昂大学，其余的大部分则被捐赠给了他最喜欢的学生亚历山大·瓦利尔。

## 相关著作
- Morris L. Bierbrier: Who was who in Egyptology. 4th revised edition. Egypt Exploration Society, London 2012, ISBN 978-0-85698-207-1, pp. 337–338.
- Victor Loret, Patrizia Piacentini, Christian Orsenigo, Stephen Quirke u. a.: La Valle dei Re riscoperta: I giornali di scavo di Victor Loret (1898–1899) e altri inediti (= Le vetrine del sapere. Band 1). Imprimeria della Università degli Studi di Milano, Milano 2004, ISBN 88-7624-201-5.